# NGC 2477
NGC 2477 je otvoreni skup u zviježđu Krmi. 

## Vanjske poveznice
- SEDS: NGC 2477